# Гонотрофический цикл

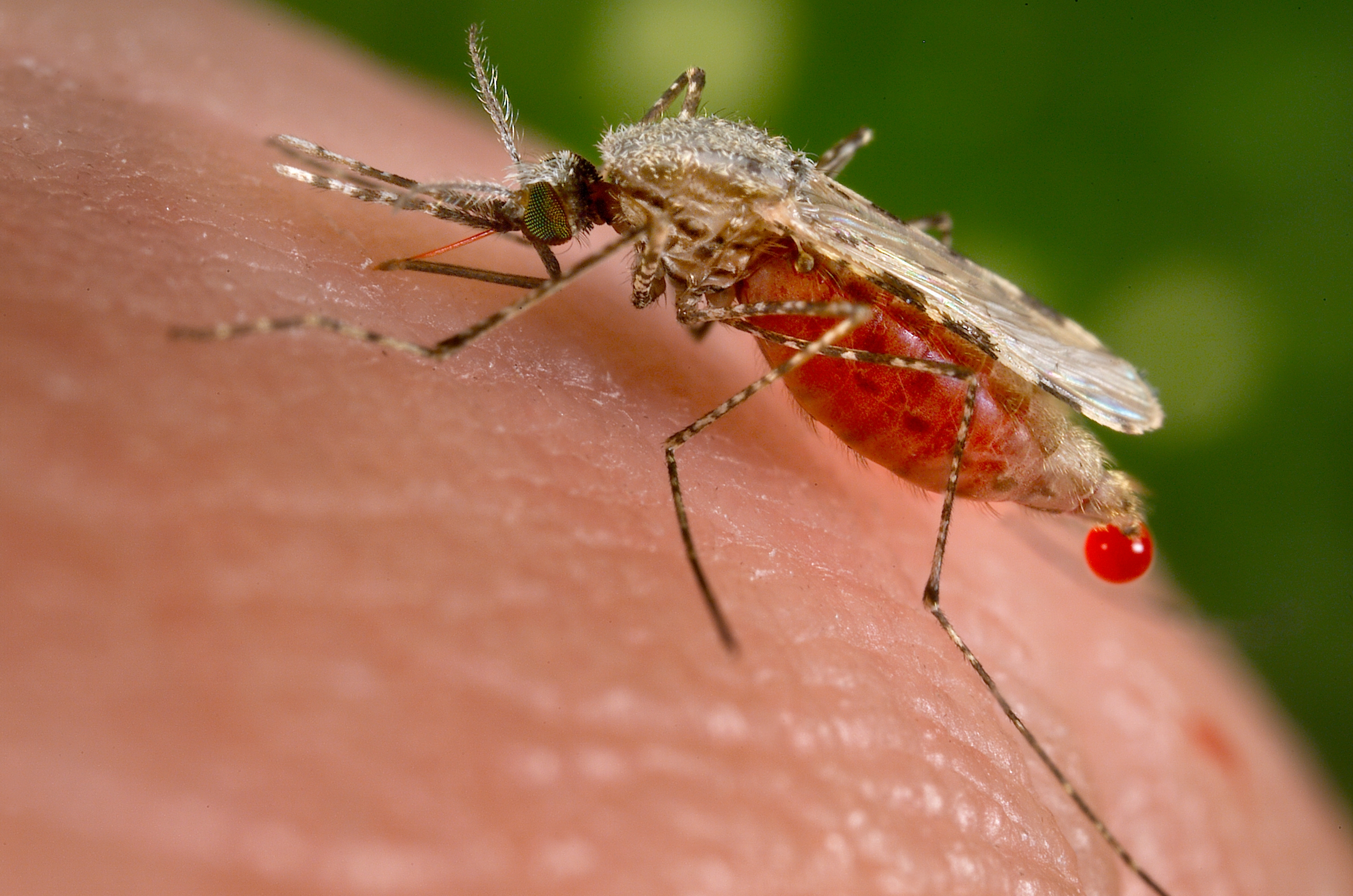
Самка кровососущего комара Anopheles stephensi

Гонотрофический цикл — взаимосвязанный процесс питания и размножения у кровососущих членистоногих (кровососущих двукрылых и некоторых клещей), характеризующийся тем, что каждой яйцекладке предшествует акт кровососания. 
Таким образом, жизнь самки кровососущих насекомых состоит из ряда следующих друг за другом гонотрофических циклов. То есть приём одной порции крови необходим и достаточен для созревания одной порции яиц.
Эту связь первым выявил Г. А. Кожевников в 1903 году. 
Периодичность питания кровью и параллелизм процессов пищеварения и развития яичников, обозначаемый как гонотрофическая гармония, свойственны всем кровососущих двукрылых: комарам, мошкам, мокрецам, слепням и москитам — возбудителям имагинальных диптерозов.
Гонотрофический цикл свойственен и кровососущим клещам — возбудителям акародерматитов: иксодовым (1 цикл), аргасовым и гамазовым (у последних — несколько циклов).
Каждый гонотрофический цикл, по В. Н. Беклемишеву (1940, 1944), состоит из трёх фаз: поиска добычи, нападения и акта кровососания; переваривания крови и созревания яиц. Селла (M. Sella, 1920) разделил 1-ю и 2-ю фазы цикла у комаров рода Анофелес на 7 стадий, отличающихся по степени переваривания крови и развитию яичников. 
Гонотрофический цикл свойственен временным эктопаразитам, — паразиты, постоянно живущие на хозяине, сосут кровь часто и небольшими порциями, причём параллельно в них по одному развиваются зародыши и рождаются молодые формы, то есть у постоянных паразитов нет гонотрофической гармонии.
Гонотрофические циклы обуславливают роль кровососущих членистоногих как переносчиков трансмиссивных болезней, играют роль в поддержании существования очагов паразитов и способствует их высокий численности при благоприятных условиях.